# Liaoceratops
Liaoceratops is een geslacht van plantenetende ornithischische dinosauriërs, behorend tot de groep van de Ceratopia, dat tijdens het vroege Krijt leefde in het gebied van het huidige China.

## Naamgeving en vondst
De typesoort Liaoceratops yanzigouensis werd in 2002 benoemd en beschreven door Xu Xing, Peter Makovicky, Wang Xiaolin, Mark Allen Norell en You Hailu. De geslachtsnaam is afgeleid van de provincie Liaoning en het Klassiek Griekse keras, "hoorn" en oops, "gezicht". De soortaanduiding is afgeleid van het dorp Yanzigou in de nabijheid waarvan de exemplaren zijn gevonden.
Het holotype, IVPP V12738, is gevonden in de Yixianformatie, Jehol-groep, die dateert uit het vroege Barremien, ongeveer 125 miljoen jaar oud. Het bestaat uit een vrij volledige schedel van een jongvolwassen dier. Daarnaast werd in 2002 een tweede specimen als paratype toegewezen, IVPP V12633, de schedel van een jong dier. In 2007 werd nog een derde schedel, van een nog jonger exemplaar, aan de soort toegewezen, specimen CAGS-IG-VD-002 verschaft door Ji Qiang. Hiervan ontbreekt het schedeldak wat verklaard is door het verwijderen van het brein door een roofdier.
In 2015 werd nog een exemplaar toegewezen. Daarbij werden voor het eerst de postcrania beschreven. In 2018 werden de tanden beschreven, bestudeerd door middel van een CAT-scan.
In 2023 werd het brein en oor meer in detail beschreven.

## Beschrijving

### Grootte en onderscheidende kenmerken

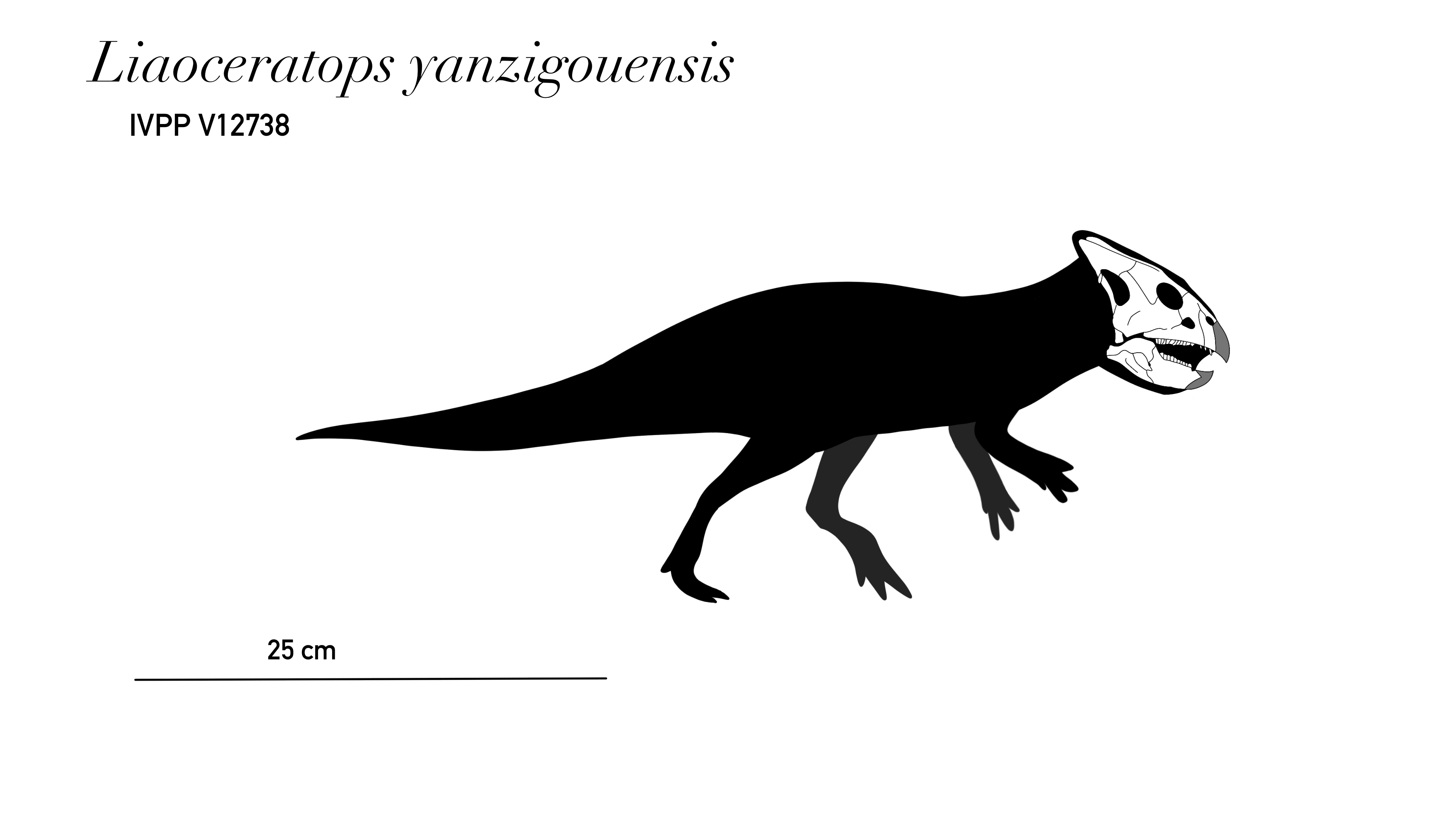
De bewaarde delen van het skelet

Liaoceratops is een kleine tweevoetige planteneter met een geschatte lengte van ongeveer een à anderhalve meter en een gewicht van een kilo of drie. De schedel van het holotype is 154 millimeter lang, van het paratype 111 millimeter en van het derde exemplaar eenenzestig millimeter.
Unieke afgeleide kenmerken, autapomorfieën, van de soort zijn: de beennaden tussen de maxilla, praemaxilla, de neusbeenderen en de prefrontalia raken elkaar op een enkel punt hoog op de zijkant van de snuit; het angulare van de onderkaak heeft aan de onderzijde een zijrichel met verschillende langwerpige knobbels; er bevindt zich een opening aan de achterzijde van het quadratum bij het raakpunt met het quadratojugale; aan de bovenkant van het foramen magnum bevindt zich een kleine knobbel; de achterrand van de schedelkam is sterk verdikt.

### Skelet

#### Schedel

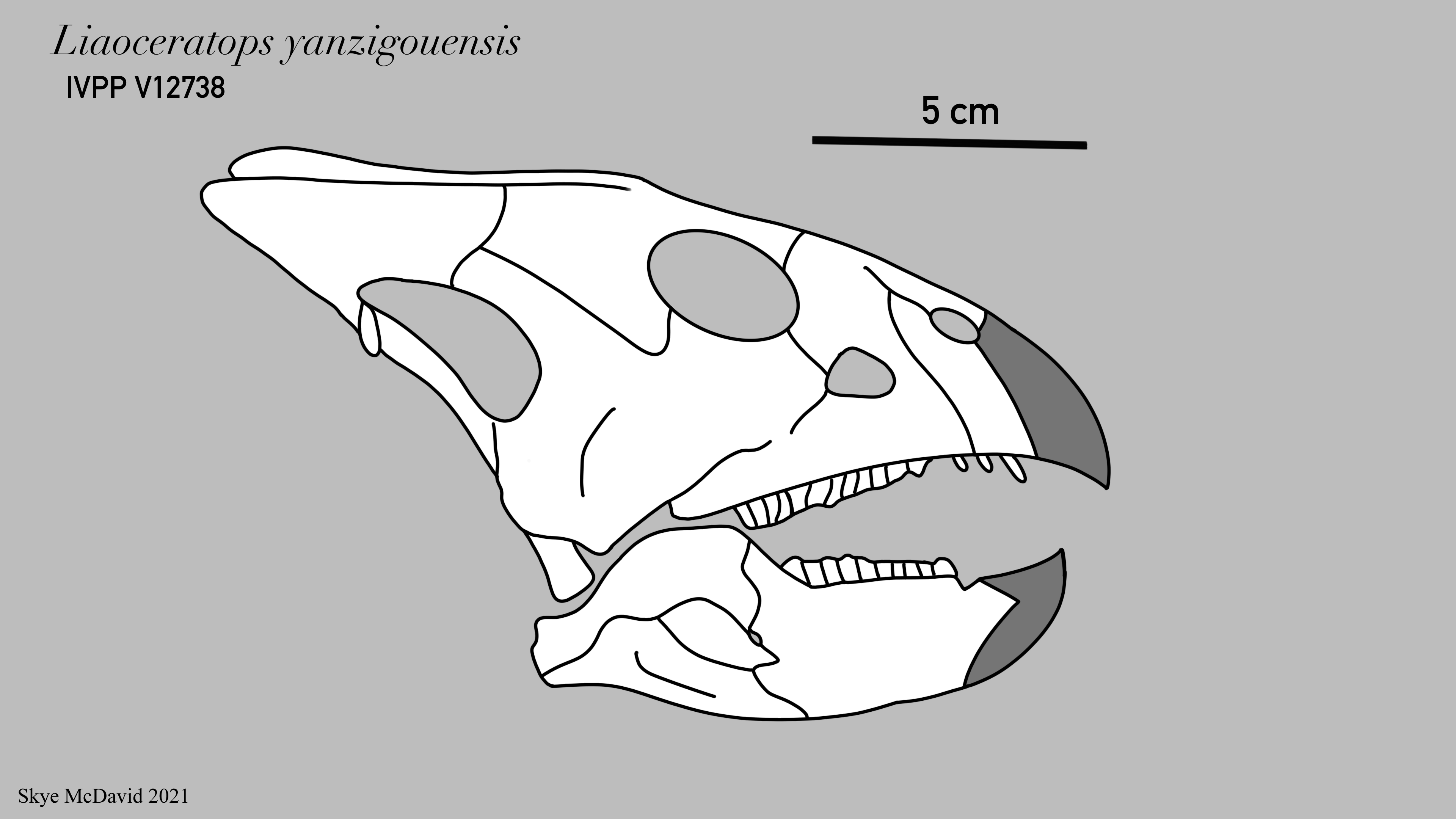
Diagram van de schedel

De lijn van de korte en bolle snuit loopt in een vrijwel ononderbroken kromming over in het korte nekschild op het achterhoofd dat verbreed wordt door grote openingen in de wandbeenderen die dienden als aanhechting voor de kaakspieren. In bovenaanzicht loopt de snuit, een de basis nog vrij breed, plots taps toe. De onderkaken zijn kort en hoog; de kop heeft vooraan een snavel die vooral op de onderkaken duidelijk gekromd is. De oogkassen staan iets naar boven gericht. Ieder jukbeen draagt een grote naar bezijden uitstekende hoorn, die wellicht diende om mee te pronken of vechten. Een epijugale ontbreekt echter.
In 2015 werd gemeld dat de snuit, gevormd door het rostrale, voorop een scherpe kam draagt die naar achteren breed uitloopt. In de beschrijving uit 2002 werd nog gesteld dat zo'n kiel ontbrak. Het rostrale heeft achteraan aan de rand zijdelingse uitsteeksels. De praemaxilla heeft een opgaande tak die tot aan het prefrontale reikt, een basaal kenmerk. De praemaxilla draagt drie tanden. De bovenste kaakrand is golvend. Er zijn veertien maxillaire tanden. De maxillaire tandrij is kort en reikt niet tot achter de oogkas, een basaal kenmerk. De fenestra antorbitalis is groot en driehoekig. De lage hoorn op het jukbeen staat vóór het quadratum in plaats van erachter zoals bij meer afgeleide Neoceratopia. Dit betekent ook dat de hoorn het quadratojugale niet bedekt, een andeer verschil. Een schuine opgaande tak van het jukbeen reikt tot aan het squamosum en vormt de bovenzijde van het onderste slaapvenster.
Het schedeldak is plat maar er is wel een hoge middenkam tussen de wandbeenderen. De nekkraag is kort met een afgeronde achterrand als bij Leptoceratops, waaraan ook de squamosa zijdelings bijdragen. De langwerpige openingen in de wandbeenderen zijn geen pariëtaalvensters als bij latere Neoceratopia; het gaat om grote bovenste slaapvensters. Er zijn ook kleinere gaten aan weerszijden maar die werden vermoed beschadigingen te zijn. De achterrand van het wandbeen is ongewoon dik, met putjes voor een spieraanhechting, maar de delen ervoor zijn erg dun. Brein en middenoor hebben een basale vorm.
In het verhemelte heeft het pterygoïde een lang en groot achterste uitsteeksel. Het ectopterygoïde is groot en loopt van zijn contact met het jukbeen tot aan de punt van de maxillaire tak van het pterygoïde. Bij het derde exemplaar is het verhemelte uitstekend van bovenaf zichtbaar, wat te danken zou zijn aan het opeten van de hersenpan door een roofdier, wellicht een vogel of een ander lid van de Maniraptora. Roofvogels beginnen ook tegenwoordig vaak met de hersenen. De processus pterygoidei bedekken het grootste deel van de onderste hersenpan. De achterhoofdsknobbel is bolvormig en eronder loopt een middenrichel.

#### Onderkaken
Het centrale predentarium vormt een haaksnavel. Het heeft een afgeschuinde snijrand als bij andere basale Neoceratopia. Het detarium of os dentale is massief gebouwd. De zijwand loopt naar onderen uit in een kleine uitstekende beenplaat. Het dentarium draagt twee tanden meer dan het bovenkaaksbeen, dus veertien. Er is een apart coronoïde. Het surangulare is zijdelings verbreed als bij andere Neoceratopia maar vormt geen opstaande buitenste rand van het kaakgewricht, een basaal kenmerk. Het retroarticulair uitsteeksel, de hefboom om de muil te openen, is kort.

#### Tanden
De premaxillaire tanden zijn cilindervormig. De maxillaire en dentaire tanden hebben beginnende hoofdrichels. Deze tanden hebben aan de voorrand lichte groeven. De kronen missen cingula, verdikte bases. De tanden staan in tandbatterijen. Oude tanden hebben schuine slijtfacetten. Sommige posities in de tandrij tonen twee generaties van vervangingstanden. Bij de vervanging werd de oude tand sterk geresorbeerd, vermoedelijk samenhangend met de groei van de kaak op zich, maar deze bleef tot zijn verlies functioneel. De vervanging vond van voor naar achter in golven plaats; het Zahnreihen-getal voor de golf, de gemiddelde afstand tussen de vervangen tanden, is 2,58. Het lijkt erop dat de vervanging symmetrisch verliep tussen beide onderkaken. Volgens de beschrijving uit 2002 was de vervanging niet heel strikt geordend.

### Weke delen
Liaoceratops had mogelijkerwijs een vacht van borstelharen.

## Fylogenie
Volgens een cladistische analyse door de beschrijvers was Liaoceratops het meest basale bekende lid van de Neoceratopia, stond dus helemaal onder in de stamboom van die groep. Het was in 2002 ook het oudste bekende lid van deze klade; andere leden waren niet ouder dan het Albien.
Liaoceratops toont een mengeling van oude en nieuwe kenmerken. Basale kenmerken zijn het platte en niet zijdelings verbrede quadratojugale, een ongekield rostrale (dat in 2015 alsnog gekield bleek te zijn), het ontbreken van een apart epijugale en tanden met zwakke hoofdrichels en schuine slijtvlakken. Afgeleide kenmerken zijn de zijuitsteeksels van het rostrale, de verbrede nekkraag met bijdrage van de squamosa, de bolvormige achterhoofdsknobbel, een hoge beenbalk tussen het bovenste en onderste slaapvenster, een driehoekig in plaats van vierstralig postorbitale en een bolle buitenste zijkant van het surangulare.

## Levenswijze
De schedel van het paratype is ongeveer half zo lang als het holotype. Hij biedt informatie over de rijping. Jonge dieren hadden minder tanden, meer gewelfde voorhoofdsbeenderen, een kortere wanghoorn en een kortere en smallere schedelkraag. De bijdrage van de squamosa aan de schedelkraag was veel minder, niet de helft die het holotype toont. Dat wijkt opvallend af van Protoceratops waar de bijdrage tijdens de groei juist allometrisch vermindert.
In 2007 werd erop gewezen dat het paratype een relatief kortere snuit had en dat die bij het derde exemplaar proportioneel nog meer gereduceerd was. De neusgaten en de bovenrand van de fenestra antorbitalis waren bij dit specimen lager gesitueerd en de voorste onderhoek van de oogkas was meer afgerond. Een wanghoorn ontbrak geheel. Er was een groot zijvenster in de onderkaak. Dit exemplaar heeft tien maxillaire tanden en twaalf dentaire dus twee meer per tandrij dan bij het holotype.